# ألبرت سوسنوفسكي
ألبرت سوسنوفسكي (بالبولندية: Albert Sosnowski) مواليد 7 مارس 1979 في وارسو، هو ملاكم محترف بولندي يصنف ضمن فئة الوزن الثقيل.

## المسيرة الاحترافية
من نزالاته:
- خسر أمام كيفن جونسون (2012).
- انتصر على موريس هاريس (2012).

## إحصائيات
خاض خلال مسيرته 60 نزالا، فاز في 49 وتعادل في 2 وخسر في 9. فاز بالضربة القاضية في 29 نزالا.

## وصلات خارجية
- ألبرت سوسنوفسكي على موقع بوكس ريك (الإنجليزية) (registration required)
- ألبرت سوسنوفسكي على موقع Tapology.com (الإنجليزية)

- الموقع الرسمي